# San Miguel Lardizábal
San Miguel Lardizábal är en ort i Mexiko.   Den ligger i kommunen San Martín Texmelucan och delstaten Puebla, i den sydöstra delen av landet, 70 km öster om huvudstaden Mexico City. San Miguel Lardizábal ligger 2 292 meter över havet och antalet invånare är 324.
Terrängen runt San Miguel Lardizábal är platt åt sydväst, men åt nordost är den kuperad. Runt San Miguel Lardizábal är det tätbefolkat, med 591 invånare per kvadratkilometer. Närmaste större samhälle är San Martin Texmelucan de Labastida, 2,1 km söder om San Miguel Lardizábal. Omgivningarna runt San Miguel Lardizábal är en mosaik av jordbruksmark och naturlig växtlighet.